# Allium alibile
Allium alibile là một loài thực vật có hoa trong họ Amaryllidaceae. Loài này được A.Rich. mô tả khoa học đầu tiên năm 1850.